# 77e régiment d'infanterie territoriale
Le 77e régiment d'infanterie territoriale est un régiment d'infanterie de l'armée de terre française qui a participé à la Première Guerre mondiale.

## Création et différentes dénominations
- 19 mars 1875 : reçoit son numéro en prévision de la mobilisation[1].
- août 1914 : formation du régiment
- mars 1916 : dissolution du régiment, qui forme deux bataillons d'étapes
- août 1917 : dissolution du 1er bataillon
- novembre 1917 : dissolution du 2e bataillon

## Drapeau

Le drapeau du d'infanterie territoriale.

Il porte, cousues en lettres d'or dans ses plis, les inscriptions suivantes :
- La Marne 1914
- L'Ourcq 1914

## Personnages célèbres ayant servi au77eRIT
- Georges Delahache (1872-1929), homme de lettres, historien et directeur des Archives de la ville de Strasbourg